# Metaphreatoicus australis
Metaphreatoicus australis är en kräftdjursart som först beskrevs av Charles Chilton1891.  Metaphreatoicus australis ingår i släktet Metaphreatoicus och familjen Phreatoicidae. Inga underarter finns listade i Catalogue of Life.